# Mixosaurus
Il mixosauro (gen. Mixosaurus) è un rettile marino estinto, appartenente agli ittiosauri. Visse nel Triassico medio (Anisico - Ladinico, circa 244 - 240 milioni di anni fa) e i suoi resti fossili sono stati ritrovati in Europa, Asia e Nordamerica.

## Descrizione
Questo animale è uno degli ittiosauri più piccoli. Solitamente le sue dimensioni non oltrepassavano di molto il metro di lunghezza, anche se sono noti esemplari lunghi anche due metri. Un tempo Mixosaurus era considerato uno degli ittiosauri più primitivi; in realtà è evidentemente un genere specializzato, che oltre a possedere caratteristiche riscontrabili in ittiosauri basali, possiede anche caratteri che lo avvicinano maggiormente agli ittiosauri del Giurassico. Come questi ultimi, Mixosaurus possedeva un corpo già fusiforme, ben diverso da quello slanciato di generi triassici come Cymbospondylus o Besanosaurus. Il cranio era grande rispetto al corpo e l'orbita molto ampia, con un notevole anello sclerotico. Il rostro allungato era dotato di numerosi denti aguzzi e conici; quelli anteriori erano sottili, appuntiti e molto spaziati, mentre quelli posteriori erano robusti e smussati (Massare e Callaway, 1990). Il cranio della specie Mixosaurus cornalianus era dotato di una cresta sagittale, associata all'espansione della finestra temporale superiore. Questa caratteristica indica che Mixosaurus possedeva muscoli delle mascelle eccezionalmente forti (Motani et al., 1999).

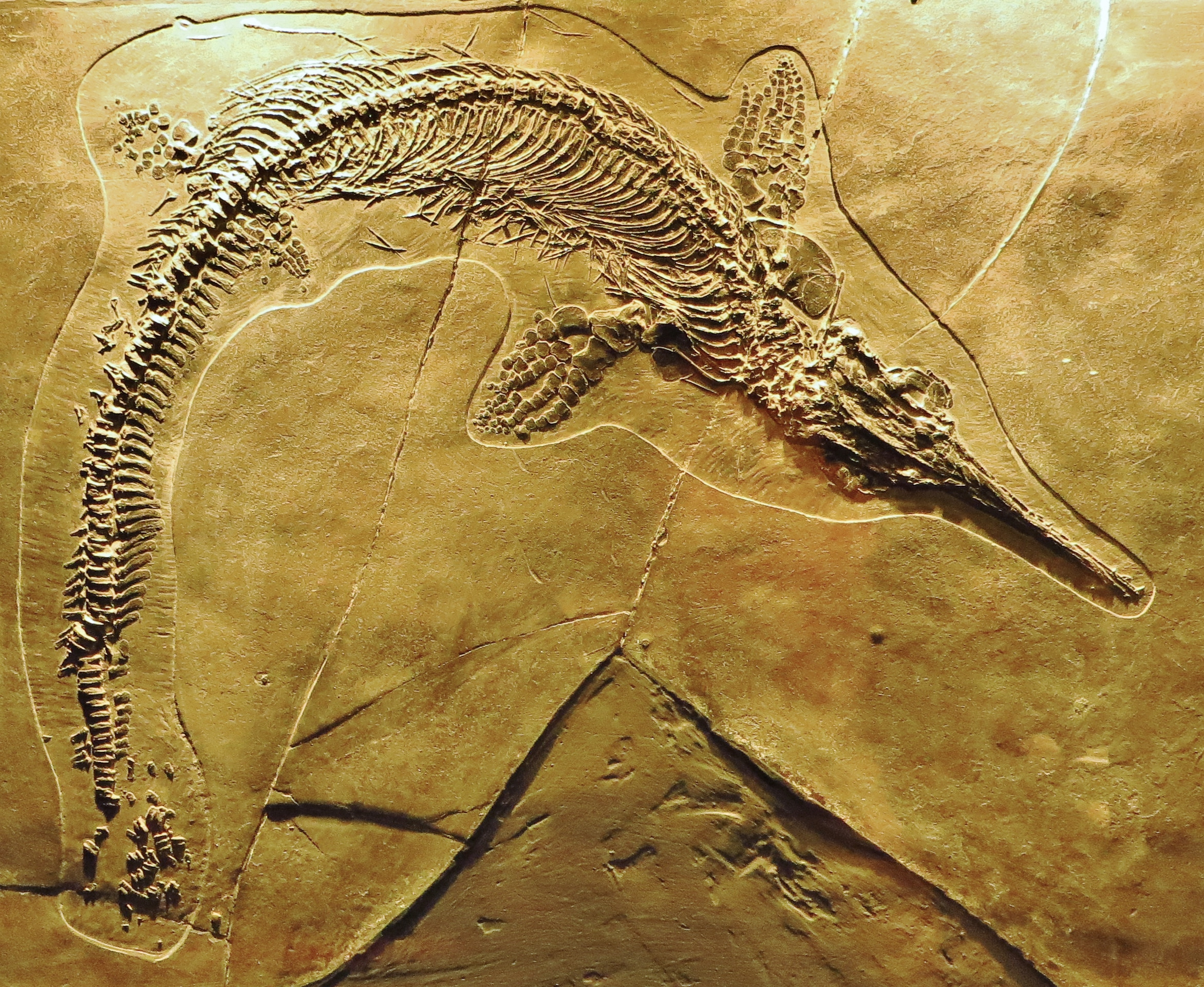
Fossile di Mixosaurus cornalianus

Il collo era breve, come in tutti gli ittiosauri successivi. Gli arti anteriori erano più grandi di quelli posteriori. Non è chiaro se vi fosse una pinna dorsale, ma sembra in ogni caso che la tipica pinna caudale a mezzaluna degli ittiosauri giurassici non si fosse ancora sviluppata; la colonna vertebrale nella regione della coda, infatti, possiede una curvatura verso il basso appena accennata, ed è quindi probabile che solo il lobo inferiore fosse ben sviluppato. In ogni caso, le vertebre della zona mediana della coda possiedono spine neurali particolarmente sviluppate, a formare una convessità dorsale; queste caratteristiche potrebbero indicare la presenza di un'ampia coda nastriforme. Erano presenti circa 50 vertebre presacrali, il doppio di quelle solitamente presenti nei diapsidi terrestri.
Caratteristiche simili a quelle degli altri ittiosauri triassici si riscontrano anche nelle ossa degli arti. Radio e ulna, così come tibia e fibula, sono ancora ossa relativamente lunghe e separate da un ampio spazio. Le falangipossiedono ancora, almeno in parte, una forma a clessidra. Le dita erano cinque e dotate di una modesta iperfalangia.

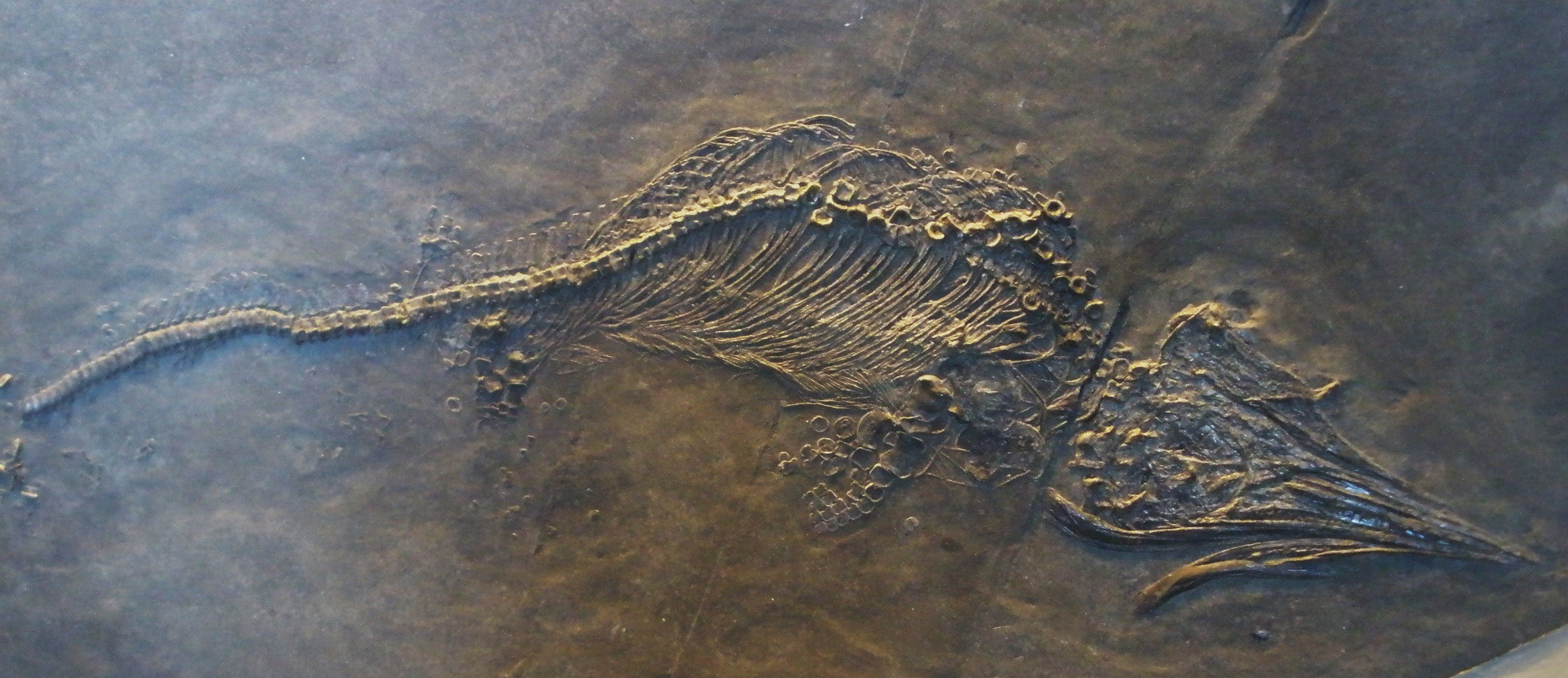
Fossile di Mixosaurus cornalianus

## Classificazione
I primi fossili di questo animale furono scoperti nel giacimento di Besano, in Italia settentrionale, e vennero descritti da Francesco Bassani con il nome di Ichthyosaurus cornalianus. Solo un anno dopo, il paleontologo tedesco Georg Baur notò certe peculiarità nella morfologia della nuova specie, tanto da classificarla in un genere a sé stante, Mixosaurus appunto. Nel 1902 il naturalista Emilio Repossi ridescrisse la specie, includendo nella monografia numerose illustrazioni e rendendo tale lavoro un cardine dello studio degli ittiosauri primitivi per molti anni a venire. I fossili originali di Mixosaurus, custoditi nel Museo di Storia Naturale di Milano, vennero poi malauguratamente distrutti nel corso della Seconda Guerra Mondiale.
Fortunatamente, però, i resti di Mixosaurus erano particolarmente abbondanti nel giacimento di Besano e dell'attiguo Monte San Giorgio in Svizzera, e fu quindi possibile recuperarne una grande quantità. Ad oggi, sono stati recuperati talmente tanti esemplari che non è stato ancora possibile prepararne e studiarne gran parte. Paradossalmente, Mixosaurus cornalianus rimane una specie relativamente poco studiata, con una gran quantità di materiale ancora da visionare. È molto probabile, inoltre, che vari esemplari di ittiosauri provenienti dalla zona di Besano / Monte San Giorgio, provvisoriamente attribuiti a M. cornalianus, siano in realtà da attribuire a specie ancora sconosciute. 

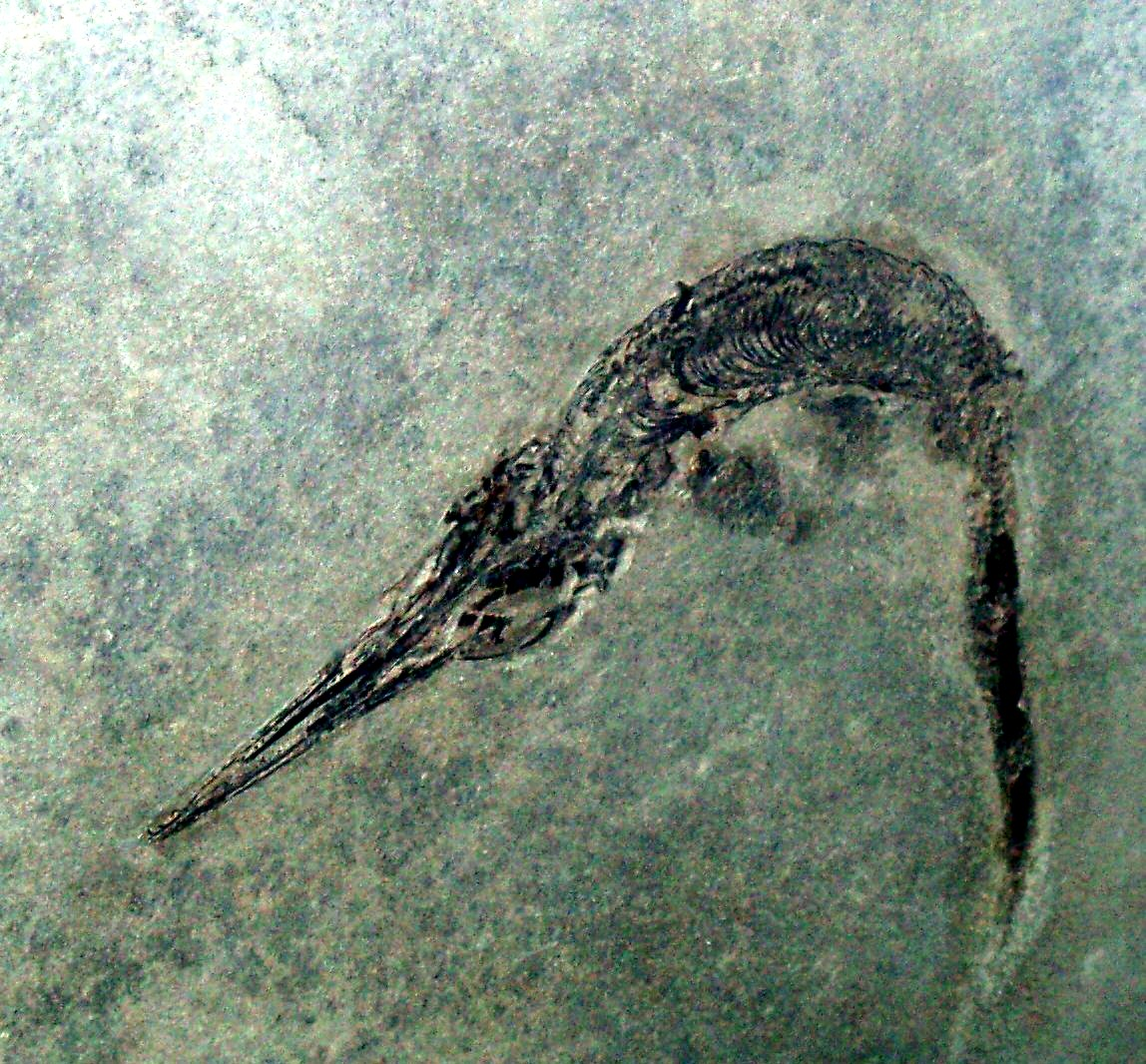
Esemplare giovane attribuito a Mixosaurus cornalianus

Un'altra specie attribuita al genere Mixosaurus è M. kuhnschnyderi, proveniente anch'essa dalla formazione di Besano e ritrovata in territorio svizzero; questa specie venne inizialmente ritenuta appartenere a un genere a sé stante, Sangiorgiosaurus (Brinkmann, 1998). Altre specie attribuite a Mixosaurus provengono dalla Cina: attualmente la più accreditata come specie valida è M. xindianensis, proveniente dalla formazione di Guanling nella provincia di Guizhou (Chen e Cheng, 2010). Altre specie cinesi attribuite in passato a Mixosaurus sono M. maotaiensis (attualmente noto come Barracudasaurus e da alcuni considerato un nomen dubium), M. panxianensis (attualmente noto come Barracudasauroides) e M. yangjuanensis (considerata però un nomen dubium da Jiang e colleghi, 2008). Altri fossili attribuiti a Mixosaurus sono stati ritrovati in Canada, Stati Uniti (Nevada) e nell'isola di Timor (M. timorensis). Tuttavia, gran parte di questi fossili, ascritti a varie specie di Mixosaurus, potrebbero essere appartenute in realtà ad altri generi affini, come Phalarodon. Un'altra grande specie proveniente dalla Germania, M. atavus, è stata attribuita a un genere a sé stante, Contectopalatus.

### Filogenesi
Mixosaurus è considerato abbastanza distinto dagli altri ittiosauri triassici da essere incluso in una famiglia a sé stante, Mixosauridae, la quale nel corso degli anni è andata arricchendosi di ulteriori generi di ittiosauri. Negli ultimi anni la tassonomia e filogenesi di questa famiglia è stata un argomento controverso. All'interno della famiglia Mixosauridae sono stati riconosciuti due sister groups,  Mixosaurinae e Phalarodontinae. I primi sono caratterizzati da un omero relativamente breve e largo, mentre i secondi sono caratterizzati dalla mancanza di una scanalatura dentale nella mascella superiore. È stato inoltre suggerito che l'enigmatico Tholodus schmidi dovrebbe essere incluso nella famiglia Mixosauridae, ma di questo animale è noto principalmente materiale dentale, per cui è difficile assegnarlo a una determinata famiglia (Jiang et al., 2006).

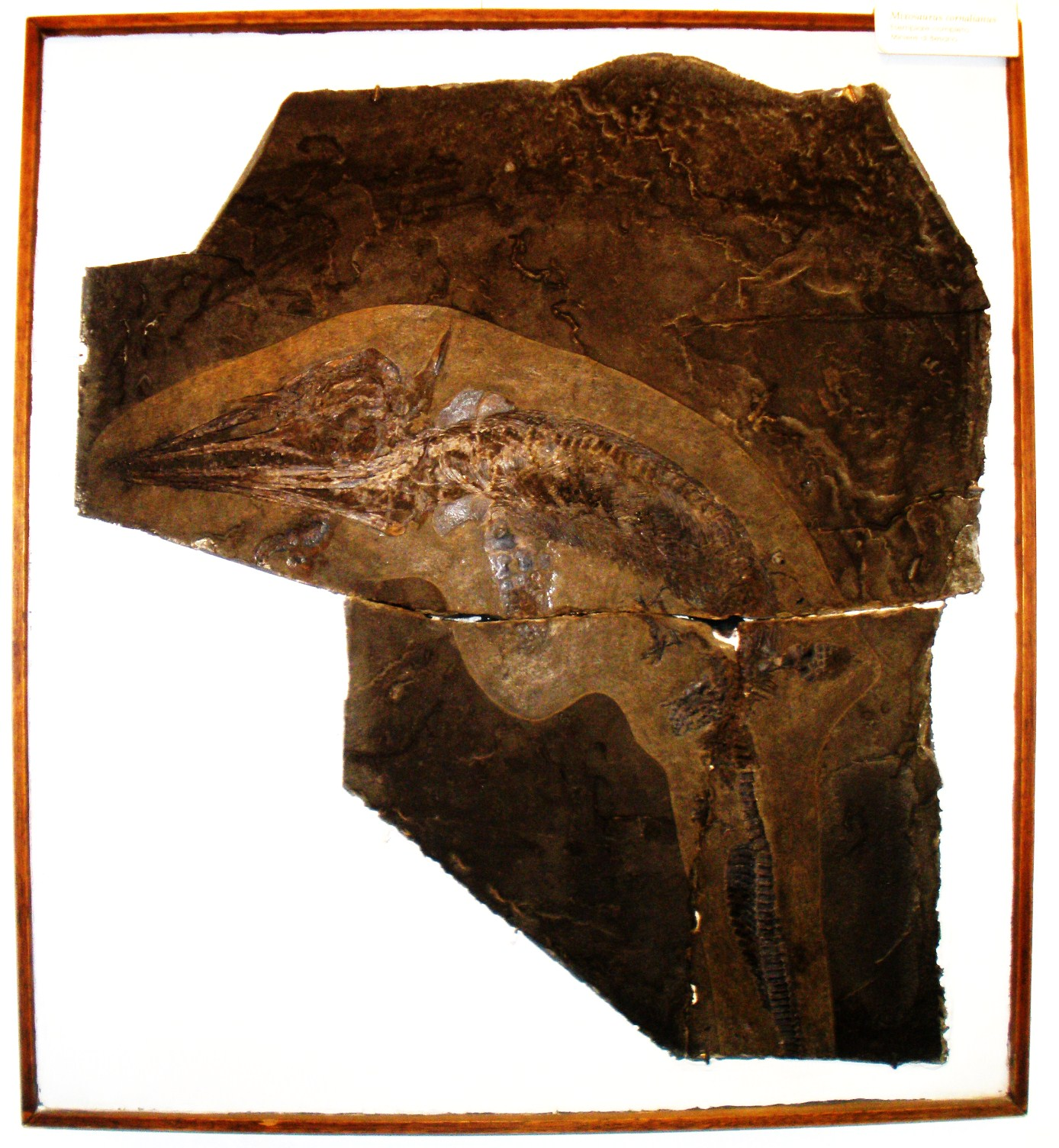
Fossile di Mixosaurus cornalianus, Museo dei Fossili di Besano

Il cladogramma che segue è basato sugli studi di Motani (1999), Maisch e Matzke (2000), e Jiang, Schmitz, Hao e Sun (2006), con i nomi dei cladi e generici basati su Maisch (2010):
|  | Barracudasauroides                                                                  |
|  |                                                                                     |
|  | \| \| Mixosaurus cornalianus \| \| \| \| \| \| Mixosaurus kuhnschnyderi \| \| \| \| |
|  |                                                                                     |
|  | Mixosaurus cornalianus                                                              |
|  |                                                                                     |
|  | Mixosaurus kuhnschnyderi                                                            |
|  |                                                                                     |

|  | Mixosaurus cornalianus   |
|  |                          |
|  | Mixosaurus kuhnschnyderi |
|  |                          |

|  | Contectopalatus                                                            |
|  |                                                                            |
|  | \| \| Phalarodon callawayi \| \| \| \| \| \| Phalarodon fraasi \| \| \| \| |
|  |                                                                            |
|  | Phalarodon callawayi                                                       |
|  |                                                                            |
|  | Phalarodon fraasi                                                          |
|  |                                                                            |

|  | Phalarodon callawayi |
|  |                      |
|  | Phalarodon fraasi    |
|  |                      |

|  | Barracudasauroides                                                                  |
|  |                                                                                     |
|  | \| \| Mixosaurus cornalianus \| \| \| \| \| \| Mixosaurus kuhnschnyderi \| \| \| \| |
|  |                                                                                     |
|  | Mixosaurus cornalianus                                                              |
|  |                                                                                     |
|  | Mixosaurus kuhnschnyderi                                                            |
|  |                                                                                     |

|  | Mixosaurus cornalianus   |
|  |                          |
|  | Mixosaurus kuhnschnyderi |
|  |                          |

|  | Contectopalatus                                                            |
|  |                                                                            |
|  | \| \| Phalarodon callawayi \| \| \| \| \| \| Phalarodon fraasi \| \| \| \| |
|  |                                                                            |
|  | Phalarodon callawayi                                                       |
|  |                                                                            |
|  | Phalarodon fraasi                                                          |
|  |                                                                            |

|  | Phalarodon callawayi |
|  |                      |
|  | Phalarodon fraasi    |
|  |                      |

|  | Barracudasauroides                                                                  |
|  |                                                                                     |
|  | \| \| Mixosaurus cornalianus \| \| \| \| \| \| Mixosaurus kuhnschnyderi \| \| \| \| |
|  |                                                                                     |
|  | Mixosaurus cornalianus                                                              |
|  |                                                                                     |
|  | Mixosaurus kuhnschnyderi                                                            |
|  |                                                                                     |

|  | Mixosaurus cornalianus   |
|  |                          |
|  | Mixosaurus kuhnschnyderi |
|  |                          |

|  | Contectopalatus                                                            |
|  |                                                                            |
|  | \| \| Phalarodon callawayi \| \| \| \| \| \| Phalarodon fraasi \| \| \| \| |
|  |                                                                            |
|  | Phalarodon callawayi                                                       |
|  |                                                                            |
|  | Phalarodon fraasi                                                          |
|  |                                                                            |

|  | Phalarodon callawayi |
|  |                      |
|  | Phalarodon fraasi    |
|  |                      |

|  | Barracudasauroides                                                                  |
|  |                                                                                     |
|  | \| \| Mixosaurus cornalianus \| \| \| \| \| \| Mixosaurus kuhnschnyderi \| \| \| \| |
|  |                                                                                     |
|  | Mixosaurus cornalianus                                                              |
|  |                                                                                     |
|  | Mixosaurus kuhnschnyderi                                                            |
|  |                                                                                     |

|  | Mixosaurus cornalianus   |
|  |                          |
|  | Mixosaurus kuhnschnyderi |
|  |                          |

|  | Contectopalatus                                                            |
|  |                                                                            |
|  | \| \| Phalarodon callawayi \| \| \| \| \| \| Phalarodon fraasi \| \| \| \| |
|  |                                                                            |
|  | Phalarodon callawayi                                                       |
|  |                                                                            |
|  | Phalarodon fraasi                                                          |
|  |                                                                            |

|  | Phalarodon callawayi |
|  |                      |
|  | Phalarodon fraasi    |
|  |                      |

## Paleoecologia
Il mixosauro era probabilmente un animale che viveva in acque poco profonde e che possedeva una dieta generalizzata. Poteva cioè cibarsi di diversi tipi di prede. Ciò è indicato dalla dentatura che, stranamente per un ittiosauro, è costituita da elementi differenziati. I denti anteriori erano appuntiti e servivano per afferrare saldamente animali dal corpo molle, mentre i denti posteriori smussati e robusti venivano probabilmente utilizzati per frantumare i gusci dei molluschi o le scaglie dure dei pesci. Al contrario di molti ittiosauri triassici, Mixosaurus non possedeva un corpo allungato e anguilliforme, ma un corpo più fusiforme e compatto, simile a quello degli ittiosauri successivi. Un modello corporeo simile si riscontra in alcuni squali attuali, come il centroforo (Centrophorus granulosus), e confermerebbe un notevole adattamento al nuoto nel mixosauro. Il rapporto tra lunghezza e altezza del corpo vertebrale di Mixosaurus è pari a 2, intermedio tra quello degli ittiosauri più basali (0,9) e quello degli ittiosauri più derivati (2,5): le vertebre di Mixosaurus, quindi, erano alte, strette e di forma discoidale. Si presume che Mixosaurus nuotasse con ondulazioni della colonna vertebrale, ma non nel modo anguilliforme tipico degli ittiosauri triassici, bensì tenendo il tronco rigido e muovendo solo la coda e (forse) la parte posteriore del corpo.